# Academia Cațavencu (companie)
Academia Cațavencu a fost o companie media din România, construită în jurul ziarului cu același nume.
În mai 2006, trustul media Realitatea Media, deținut de omul de afaceri Sorin Ovidiu Vântu, a preluat grupul Academia Cațavencu.
Tranzacția a fost aprobată de Consiliul Concurenței în noiembrie 2006.
Academia Cațavencu deținea la acel moment publicațiile Academia Cațavencu, Tabu, Cotidianul, Aventuri la pescuit, Bucătăria pentru toți, Superbebe, „Idei în dialog”, „Investiții și profit”, Le Monde Diplomatique, Almanahul Cațavencu, rețeaua B-24-FUN, dar și rețeaua radio Guerrilla.

## Istoric
În anul 1997, omul de afaceri Sorin Ovidiu Vântu a cumpărat 30% din Academia Cațavencu, preluând acțiunile deținute de Mircea Dinescu, la acea vreme asociat, director și redactor.
Ulterior, acționarii de la Cațavencu și-au răscumpărat acțiunile.
În anul 2001, Academia Cațavencu a lansat revista pentru femei Tabu, împreună cu Adrian Sârbu, șeful MediaPro.
În anul 2003, grupul a preluat pachetul majoritar de 70% din revista Aventuri la pescuit.
În anul 2004, Academia Cațavencu a cumpărat ziarul Cotidianul, care a fost închis în 23 decembrie 2009.
În octombrie 2004 a fost lansată revista pentru mame Superbebe.
La data de 29 noiembrie 2004 a lansat postul de radio Guerrilla.
În aprilie 2006 a fost lansată revista Le Monde Diplomatique, în colaborare cu societatea DLMB Media dar a fost închisă mai târziu, în martie 2008.